# SN 2004hw
SN 2004hw – supernowa typu Ia odkryta 22 września 2004 roku w galaktyce A235117+0113. W momencie odkrycia miała maksymalną jasność 20,10m.